# Xylonychus monticola
Xylonychus monticola är en skalbaggsart som beskrevs av Blackburn 1911. Xylonychus monticola ingår i släktet Xylonychus och familjen Melolonthidae. Inga underarter finns listade i Catalogue of Life.